# Igor Gluščević
Igor Gluščević (nascut el 30 de març de 1974 a Budva, Montenegro, llavors antiga Iugoslavia) és un exfutbolista que jugava com a davanter.

## Carrera esportiva
Va inicir la seua carrera al seu país, a les files del Vojvodina Novi Sad. Després de marcar 7 gols en dues temporades, va ser fitxat pel CF Extremadura en la seua temporada de debut a la primera divisió espanyola. Va passar dues campanyes a Almendralejo abans de fitxar pel Sevilla FC, que jugava a la Segona.
El 1999 marxa a la lliga grega permilitar a l'Aris Saloniki, i un any després canvia a Holanda, al FC Utrecht, on travessa una de les seves millors èpoques en marcar 39 gols en 84 partits. Després de tres anys als Països Baixos i una altra campanya a la República Txeca, aquest rodamón del futbol fitxaria pel Shandong Luneng xinés.
El gener del 2007 retorna a Holanda, fitxat per l'Vitesse Arnhem, tot i ser cedit la primera part de la temporada 07/08 a l'Heracles Almelo.

## Clubs
| Campanya | Club               | Partits | Gols | Competició           |
| -------- | ------------------ | ------- | ---- | -------------------- |
| 1994/95  | Vojvodina Novi Sad | 17      | 2    | Meridian Superliga   |
| 1995/96  | Vojvodina Novi Sad | 29      | 5    | Meridian Superliga   |
| 1996/97  | Extremadura        | 18      | 2    | Primera Division     |
| 1997/98  | Extremadura        | 39      | 24   | Segunda División A   |
| 1998/99  | Sevilla FC         | 30      | 6    | Primera Division     |
| 1999/00  | Aris FC            | 30      | 8    | Lliga grega          |
| 2000/01  | FC Utrecht         | 30      | 19   | Eredivisie           |
| 2001/02  | FC Utrecht         | 32      | 14   | Eredivisie           |
| 2002/03  | FC Utrecht         | 22      | 6    | Eredivisie           |
| 2003/04  | Sparta Praga       | 18      | 3    | Gambrinus Liga       |
| 2004/05  | Vitesse            | 29      | 6    | Eredivisie           |
| 2005/06  | Vitesse            | 7       | 0    | Eredivisie           |
| 2006     | Shandong Luneng    | 7       | 1    | Chinese Super League |
| 2006/07  | Heracles Almelo    | 12      | 4    | Eredivisie           |
| 2007/08  | Heracles Almelo    | 23      | 3    | Eredivisie           |
| Total    |                    | 343     | 103  |                      |